# Mónica Olivia Rodríguez
Mónica Olivia Rodríguez Saavedra (Zapotlán el Grande, Jalisco, México - 14 de junio de 1989) es una deportista mexicana especializada en atletismo adaptado. Es ganadora de medalla de bronce en atletismo mil 400 metros categoría T11 en los Juegos Parapanamericanos de 2015. Forma parte de la delegación mexicana en los Juegos Paralímpicos de Río de Janeiro 2016. Forma parte de la delegación mexicana en los Juegos Paralímpicos de Tokio 2020.

## Carrera deportiva
En los Juegos Parapanamericanos Toronto 2015 consiguió una medalla de bronce. Ese mismo año consiguió el segundo lugar en los Juegos Mundiales de la Federación Internacional de Deportes para Ciegos en la categoría T11 de los 800 metros, realizados en Seúl.

## Trayectoria
Rodríguez decidió incursionar en el atletismo tras haber practicado natación adaptada. Compite en la categoría T11. 
Participó en los Juegos Paralímpicos de Río de Janeiro 2016, participando en los 1500 metros planos, obteniendo 5° lugar. En 2017 compitió en el Mundial Paralímpico celebrado en Londres, sitio en el que clasificó a las finales de los 1500 metros planos, quedando en 5° lugar. En 2019 ganó la clasificación a los Juegos Paralímpicos de Tokio 2020 al ganar medalla de oro en el Campeonato Mundial de Para Atletismo Dubái 2019. Su guía en 2019 era Kevin Teodoro Aguilar Pérez. En agosto de 2021 ganó la medalla de oro en los 1500 metros planos de los Juegos Paralímpicos de Tokio 2020, al mismo tiempo rompiendo el récord mundial con 4:37.40, superando a la china Jin Zheng de septiembre de 2016.

## Palmarés
2015
- Juegos Parapanamericanos de 2015
  -  Medalla de bronce, 1500 metros planos

2019
- Mundial Paralímpico 2019
  -  Medalla de oro, 1500 metros planos
- Juegos Parapanamericanos Lima 2019
  -  Medalla de oro, 1500 metros planos

2021
- Juegos Paralímpicos Tokio 2020
  -  Medalla de oro, 1500 metros planos

## Premios y reconocimientos
- Reconocimiento del H. Ayuntamiento de Zapotlán El Grande por su trayectoria deportiva.[10]
- 2013 - Mujer distinguida de Zapotlán el Grande por el cabildo de dicho municipio[1]
- 2014 - Premio Municipal al Mérito Deportivo de Zapotlán el Grande[1]